# Úroda (Antonín Ivanský)
Úroda, nazývaná také Žena s klasy, je exteriérová pískovcová skulptura umístěná na nábřeží Svazu protifašistických bojovníků v Ostravě-Porubě. Nachází se také v Moravskoslezském kraji v geomorfologickém celku Ostravská pánev a historickém regionu Horní Slezsko.

## Historie a popis díla
Dílo v duchu socialistického realismu vytvořil v roce 1952 český sochař Antonín Ivanský (1910–2000). Vzniklo otesáním kvádru z hořického pískovce a představuje oblečenou ženu/dívku v pokleku na levé noze, která v rukách drží snop obilí s klasy na který se dívá, případně ženu sbírající stébla s klasy. Znázorňuje tak alegoricky úrodu. Dílo bylo, společně s porubskými skulpturami Ivanského (Vinobraní a Horník) původně určeno na výzdobu fasády hotelu Imperial v Moravské Ostravě. Instalace na současné místo byla provedena v roce 1960.

## Další informace
Dílo je celoročně volně přístupné. Na daném místě stála na konci 50. let jiná socha socha s názvem Přivítání (nazývaná také První máj či Otec s dítětem) od Miroslava Rybičky, která byla přemístěna a později zničena.

## Galerie

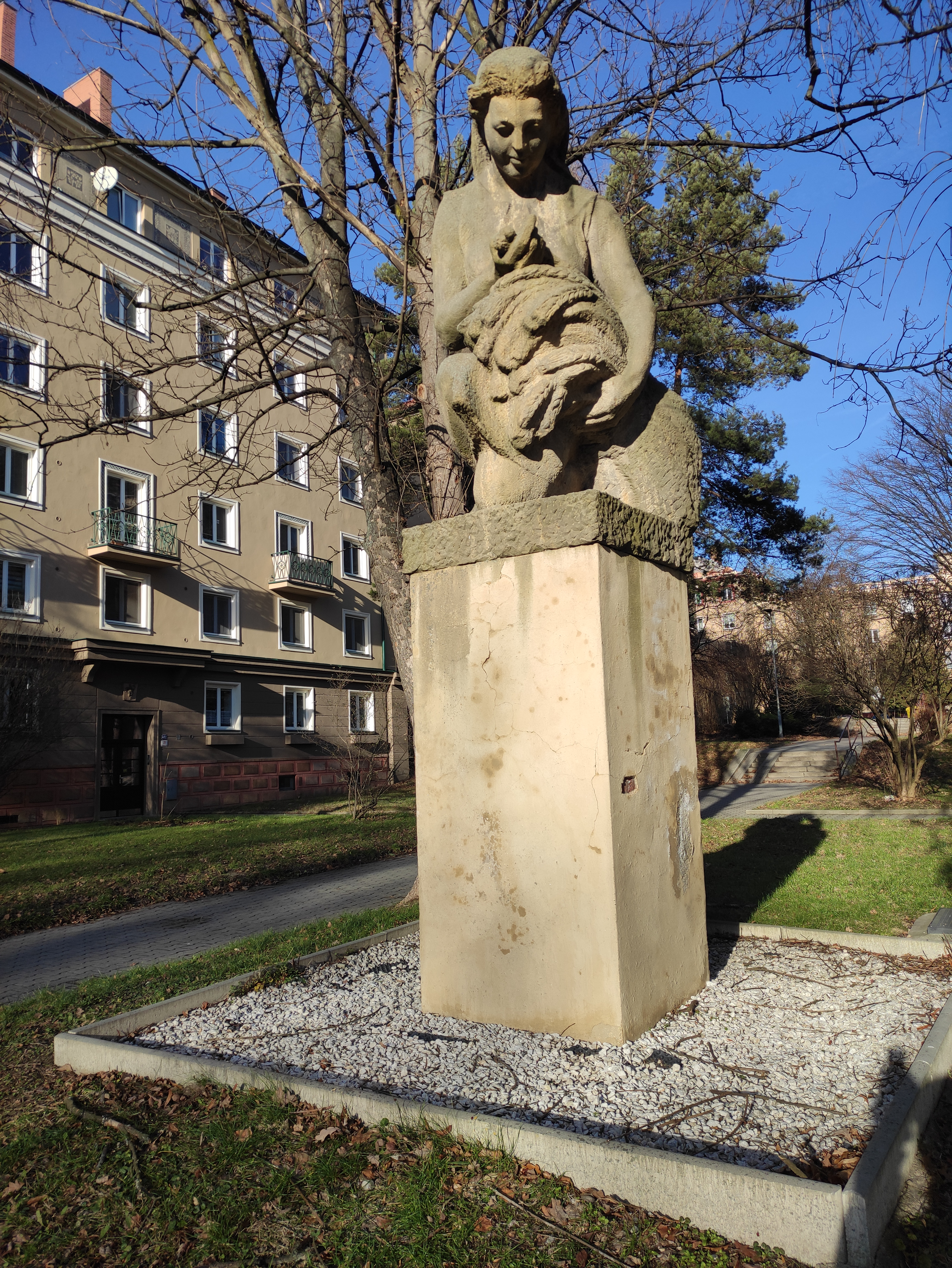